# Amélie Galitzine
Adélaïde Amélie von Schmettau, épouse du prince Galitzine, est une intellectuelle allemande née à Berlin le 28 août 1748 et décédée à Angelmodde le 17 avril 1806.

## Biographie
Elle est issue de la famille noble von Schmettau et la fille d'un général prussien, Samuel von Schmettau (de) (1684-1751), et de Marie Johanna von Rüffert. Elle reçoit une éducation catholique dont elle s'écarte rapidement.
En 1768, elle épouse Dimitri Alexeievitch Galitzine, ambassadeur de Russie et le suit dans ses missions à travers l'Europe : Paris, Turin, La Haye, etc. Partout elle est distinguée pour son esprit et sa beauté et tient un rôle important dans la société. En 1770 naît leur fils, Dimitri ; une fille, Marianne, naît ensuite.
À 24 ans, elle se retire soudainement de la vie mondaine et se consacre à l'éducation de ses enfants. Elle étudie les mathématiques, les lettres classiques et la philosophie, entre autres avec le soutien de François Hemsterhuis qui lui dédiera ses Lettres sur l'athéisme. La réforme de l'enseignement engagée par le baron de Fürstenberg incite la princesse Galitzine à s'installer à Münster où elle devient rapidement le centre d'un cercle d'intellectuels, parmi lesquels Bernhard Heinrich Overberg, le baron Clemens Augustus von Droste-Vischering, le comte Friedrich Leopold de Stolberg, le philosophe Johann Georg Hamann, le poète Matthias Claudius et Goethe.
Sous l'influence de ses lectures, de son entourage et en particulier de Bernhard Heinrich Overberg (de), elle revient à partir de 1786 à ses convictions catholiques de façon très engagée.

## Œuvres
- Fürsten Amalia von Galitzyn Briefwechsel und Tagebücher, Münster, 1874-1876
- Galland, Die Fürsten Amalia von Galitzyn und ihre Freunde, Cologne, 1880, traduit en français à Lille en 1884, La princesse Amélie Galizine et ses amis.

## Tableau

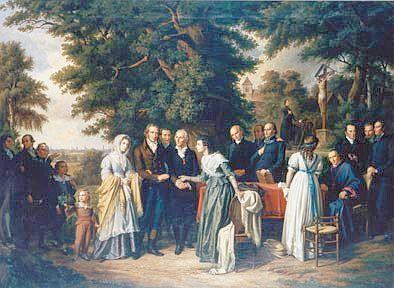
La princesse Galitzine entourée de ses amis, tableau de Theobald von Oer, 1864

La princesse Galitzine entourée de ses amis, tableau de Theobald von Oer datant de 1864 : le tableau montre la princesse Amélie Galitzine avec ses amis de la "familia sacra" devant sa maison d'Angelmodde près de Münster. Le tableau, qui est aujourd'hui la propriété du diocèse de Münster, n'est réalisé que 64 ans après la rencontre historique. L'artiste berlinois Paul Dröhmer réalise un grand nombre de gravures sur cuivre à partir de ce tableau, gravures que l'on trouve encore aujourd'hui dans de nombreuses maisons publiques et privées - surtout en Westphalie.
Les personnes suivantes sont représentées sur le tableau (de gauche à droite) :
- Franz Bernhard von Bucholtz (de), propriétaire terrien du manoir de Welbergen (de), humaniste et ami de la princesse
- Franz Ferdinand von Druffel (de), gendre de Buchholtz, médecin de la princesse
- Bernard Georg Kellermann (de), éducateur des fils du comte Stolberg, plus tard doyen
- Andreas comte de Stolberg (1786-1863), deuxième fils du premier mariage du comte Frédéric-Léopold de Stolberg-Stolberg
- Christian de Stolberg-Stolberg (1748-1821), fils du deuxième mariage du comte
- Sophie comtesse zu Stolberg, née comtesse Redern (1765-1842)
- Frédéric-Léopold de Stolberg-Stolberg (1750-1819)
- Adolph baron Droste-Vischering (de) (1769-1826)
- Franz Friedrich Wilhelm von Fürstenberg (1729-1810), chanoine et ministre de Münster
- Amélie Galitzine née comtesse de Schmettau
- Bernhard Heinrich Overberg (de) (1754-1826), enseignant, confesseur de la princesse
- Franz Otto von Droste zu Vischering (de) (1771-1826), chanoine de la cathédrale
- Clément-Auguste Droste zu Vischering (1773-1845), chanoine de la cathédrale, plus tard archevêque de Cologne
- Marianne princesse Gallitzin (1769-1823), fille de la princesse, plus tard, en tant qu'épouse de François-Guillaume de Salm-Reifferscheidt (de), princesse de Salm-Reifferscheidt
- Gaspard-Maximilien Droste zu Vischering (de) (1770-1846), évêque auxiliaire, plus tard évêque de Münster
- Johann Hyacinth Kistemaker (de), directeur de lycée et professeur d'exégèse
- Anton Matthias Sprickmann (de) (1749-1833), poète et professeur de droit, plus tard à Breslau et Berlin
- Johann Theodor Katerkamp (de), éducateur des barons von Droste Vischering, professeur d'histoire de l'Église
- Prince Dimitri Galitzine (1770-1840), fils de la princesse, plus tard missionnaire en Amérique